# Arne Tiselius
Arne Wilhelm Kaurin Tiselius (Stockholm, 10 augustus 1902 – Uppsala, 29 oktober 1971) was een Zweeds biochemicus die in 1948 de Nobelprijs voor Scheikunde won voor zijn onderzoek naar elektroforese.

## Biografie
Tiselius was de zoon van Hans Abraham J. Tiselius en Rosa Kaurin. Na het overlijden van zijn vader in 1906 verhuisde de familie naar Göteborg waar Arne naar school ging. Na de Realgymnasium ging hij studeren aan de Universiteit van Uppsala en specialiseerde zich in scheikunde. Hij werd onderzoeksassistent in 1925 in het laboratorium van Theodor Svedberg en promoveerde in 1930 op de bewegende-grens methode voor het bestuderen van de elektroforese van proteïnen.
Van 1931 tot 1935 publiceerde hij een aantal artikelen over diffusie en adsorptie in natuurlijk optredende base-exchanging zeolieten. Hij zette dit onderzoek een jaar (1934-35) lang in Princeton voort bij Hugh Stott Taylor. Na terugkeer in nam hij zijn interesse in proteïnen weer op, en de toepassing van natuurkundige methoden voor biochemische processen. Dit leidde tot een sterk verbeterde elektroforetische analyse die hij in de daarop volgende jaren verfijnde. Elektroforese berust op de verplaatsing van in oplossing of suspensie aanwezig geladen deeltjes (bijvoorbeeld proteïnen) onder invloed van een uitwendig aangebracht elektrisch veld. In 1937 bevestigde hij dat er vier onderscheidene groepen van proteïnen zijn: albumine, alfa-, beta- en gamma-globuline.
Van 1937 tot aan zijn overlijden in 1971 was hij hoogleraar biochemie aan de Universiteit van Uppsala. In de jaren na de Tweede Wereldoorlog had Tiselius een actief aandeel in de reorganisatie van het wetenschappelijk onderzoek in Zweden. Daarnaast was hij president van de International Union of Pure and Applied Chemistry (1951-1955) en voorzitter van de raad van de Nobelstichting (1960-1964). Hij overleed op 29 oktober aan de gevolgen van een hartinfarct. Hij was gehuwd en had een dochter en een zoon. De maankrater Tiselius is naar hem vernoemd.
1901: Van 't Hoff ·
1902: E. Fischer ·
1903: Arrhenius ·
1904: Ramsay ·
1905: Baeyer ·
1906: Moissan ·
1907: Buchner ·
1908: Rutherford ·
1909: Ostwald ·
1910: Wallach ·
1911: Curie ·
1912: Grignard, Sabatier ·
1913: Werner ·
1914: Richards ·
1915: Willstätter ·
1918: Haber ·
1920: Nernst ·
1921: Soddy ·
1922: Aston ·
1923: Pregl ·
1925: Zsigmondy ·
1926: Svedberg ·
1927: Wieland ·
1928: Windaus ·
1929: Harden, Euler-Chelpin ·
1930: H. Fischer · 
1931: Bosch, Bergius ·
1932: Langmuir ·
1934: Urey ·
1935: F. Joliot-Curie, I. Joliot-Curie ·
1936: Debye ·
1937: Haworth, Karrer ·
1938: Kuhn ·
1939: Butenandt, Ružička ·
1943: Hevesy · 
1944: Hahn ·
1945: Virtanen ·
1946: Sumner, Northrop, Stanley ·
1947: Robinson · 
1948: Tiselius · 
1949: Giauque ·
1950: Diels, Alder ·
1951: McMillan, Seaborg ·
1952: Martin, Synge ·
1953: Staudinger ·
1954: Pauling ·
1955: Vigneaud ·
1956: Hinshelwood, Semjonov ·
1957: Todd ·
1958: Sanger ·
1959: Heyrovský ·
1960: Libby ·
1961: Calvin ·
1962: Perutz, Kendrew ·
1963: Ziegler, Natta ·
1964: Hodgkin ·
1965: Woodward ·
1966: Mulliken ·
1967: Eigen, Norrish, Porter ·
1968: Onsager ·
1969: Barton, Hassel ·
1970: Leloir ·
1971: Herzberg ·
1972: Anfinsen, Moore, Stein · 
1973: E.O. Fischer, Wilkinson · 
1974: Flory ·
1975: Cornforth, Prelog ·
1976: Lipscomb ·
1977: Prigogine · 
1978: Mitchell ·
1979: Brown, Wittig ·
1980: Berg, Gilbert, Sanger ·
1981: Fukui, Hoffmann ·
1982: Klug ·
1983: Taube ·
1984: Merrifield ·
1985: Hauptman, Karle ·
1986: Herschbach, Lee, Polanyi ·
1987: Cram, Lehn, Pedersen ·
1988: Deisenhofer, Huber, Michel ·
1989: Altman, Cech ·
1990: Corey ·
1991: Ernst ·
1992: Marcus ·
1993: Mullis, Smith ·
1994: Olah ·
1995: Crutzen, Molina, Rowland ·
1996: Curl, Kroto, Smalley ·
1997: Boyer, Walker, Skou ·
1998: Kohn, Pople ·
1999: Zewail ·
2000: Heeger, MacDiarmid, Shirakawa ·
2001: Knowles, Noyori, Sharpless ·
2002: Fenn, Tanaka, Wüthrich ·
2003: Agre, MacKinnon ·
2004: Ciechanover, Hershko, Rose ·
2005: Grubbs, Schrock, Chauvin ·
2006: Kornberg ·
2007: Ertl ·
2008: Shimomura, Chalfie, Tsien ·
2009: Steitz, Yonath, Ramakrishnan ·
2010: Heck, Negishi, Suzuki ·
2011: Shechtman ·
2012: Kobilka, Lefkowitz ·
2013: Karplus, Levitt, Warshel ·
2014: Betzig, Hell, Moerner ·
2015: Lindahl, Modrich, Sancar ·
2016: Sauvage, Stoddart, Feringa ·
2017: Dubochet, Frank, Henderson · 
2018: Arnold, Winter, Smith ·   
2019: Goodenough, Whittingham, Yoshino ·
2020: Charpentier, Doudna ·
2021: List, MacMillan ·
2022: Bertozzi, Meldal, Sharpless ·
2023: Bawendi, Brus, Jekimov ·
2024: Baker, Hassabis, Jumper